# Джоанна Мейсі
Джоанна Роджерс Мейсі (англ. Joanna Rogers Macy; 2 травня 1929 — 19 липня 2025, Берклі, Каліфорнія) — американська екологічна активістка, письменниця та дослідниця буддизму, загальної теорії систем і глибинної екології, авторка дванадцяти книг.
Вона була одружена з Френсісом Андергіллом Мейсі, активістом і російським вченим, який заснував Центр безпечної енергії.

## Біографія

### Молодість й освіта
Мейсі дякує поетесі та активістці Мюріель Ракейсер за те, що вона сама стала на шлях становлення поетесою та письменницею. Коли Мейсі навчалася у старших класах школи в Нью-Йорку, вона прогуляла школу та сіла на потяг з Лонг-Айленду на Мангеттен, щоб потрапити на читання віршів Ракейсер. Коли Джоанна прибула, зал був уже заповнений, але Ракейсер запросила її на сцену та посадила біля своїх ніг під час читання.
Мейсі закінчила Коледж Веллслі у 1950 році та здобула ступінь доктора філософії з релігієзнавства у 1978 році в Сірак'юському університеті, Сірак'юс. Її докторська робота під керівництвом Ервіна Ласло зосереджувалась на конвергенції між причинно-наслідковими зв'язками в системному підході та головною буддійською доктриною взаємної причинності або взаємозалежного співвиникнення.

### Кар'єра
Мейсі є міжнародним представником антиядерних рухів, миру, справедливості та захисту навколишнього середовища, найвідоміша своєю книгою «Повернення до життя: Практики відновлення зв'язку нашого життя, нашого світу» та ініціативою «Великий поворот», яка стосується переходу від, як вона це називає, суспільства індустріального зростання до того, що вона вважає більш стійкою цивілізацією. Вона створила теоретичну основу для особистих і соціальних змін, а також методологію семінару для її застосування. Її робота торкається психологічних і духовних проблем, буддистської думки та сучасної науки.

## Ключові впливи
Мейсі вперше зіткнулася з буддизмом у 1965 році, працюючи з тибетськими біженцями на півночі Індії, зокрема з високошанованим 8-им Кхамтрулом Рінпоче, сестрою Карма Кечог Палмо, високошанованим Дугу Чоег'ял Рінпоче та Токден Антрім зі спільноти Таші Джонг. Її духовна практика взята з традиції Тхеравади Ньянапоніки Тери та високошанованого Сівалі зі Шрі-Ланки, Муніндраджі із Західної Бенгалії та Дхіравамса з Таїланду.
Ервін Ласло, який познайомив її з теорією систем через свої праці (особливо «Вступ до філософії систем» і «Системи, структура та досвід»), і який працював з нею як консультант над її докторською дисертацією (пізніше адаптовану як «Взаємна причинність») і проєктом для Римського клубу. Грегорі Бейтсон через його «Кроки до екології розуму» та під час літнього семінару також сформував її думку, як і праці Людвіга фон Берталанфі, Артура Кестлера та Гейзел Гендерсон. На неї вплинули дослідження біологічних систем Тайрона Кешмана й економічних систем Кеннета Боулдінга. Донелла Медоуз надала уявлення про планетарні наслідки безконтрольної системи, а Елізабет Сатуріс надала додаткову інформацію про системи, що самоорганізуються в еволюційній перспективі.

## Робота
Мейсі подорожує з лекціями, семінарами та тренінгами по всьому світу. Її праця, яка спочатку називалася «Ненадійність і підвищення компетентності роботи», була визнана частиною традиції глибинної екології після того, як вона познайомилася з працями Арне Несса та Джона Сіда, але через розчарування в академічних суперечках у цій галузі вона тепер називає це «Робота, яка відновлює зв'язки». У січні 2009 року овдовіла після смерті свого чоловіка, Френсіса Андергілла Мейсі. Вона живе в Берклі, штат Каліфорнія, поруч зі своїми дітьми та онуками. Вона працювала ад'юнкт-професором у трьох аспірантурних школах в районі затоки Сан-Франциско: Школі служіння Старра Кінга, Університеті духовності творення та Каліфорнійському інституті інтегральних досліджень, де вона й досі працює на факультеті.

## Книги
- Macy, Joanna (1983). Despair and Personal Power in the Nuclear Age. New Society Pub. ISBN 0-86571-031-7.
- Macy, Joanna (1985). Dharma and Development: Religion as resource in the Sarvodaya self help movement. Kumarian Press revised ed. ISBN 0-931816-53-X.
- Macy, Joanna; Seed, John; Fleming, Pat; Naess, Arne; Pugh, Dailan (1988). Thinking Like a Mountain: Toward a Council of All Beings. New Society Publishers. ISBN 0-86571-133-X.
- Macy, Joanna (1991). Mutual Causality in Buddhism and General Systems Theory: The Dharma of Natural System (Buddhist Studies Series). State University of New York Press. ISBN 0-7914-0637-7.
- Macy, Joanna; Barrows, Anita (1996). Rilke's Book of Hours: Love Poems to God: вірші Rainer Maria Rilke. Riverhead Books. ISBN 1-59448-156-3.
- Macy, Joanna; Young Brown, Molly (1998). Coming Back to Life : Practices to Reconnect Our Lives, Our World. New Society Publishers. ISBN 0-86571-391-X.
- Macy, Joanna (2001). Widening Circles : a memoir. New Catalyst Books. ISBN 978-1897408018.
- Macy, Joanna (2005). World as Lover, World as Self. Parallax Press. ISBN 0-938077-27-9.
- Macy, Joanna (2010). Pass It On: Five Stories That Can Change the World. Parallax Press. ISBN 9781888375831.
- Macy, Joanna; Johnstone, Chris (2012). Active Hope : how to face the mess we're in without going crazy. New World Library. ISBN 978-1-57731-972-6.
- Macy, Joanna; Brown, Molly (2014). Coming back to Life : the updated guide to the work that reconnects. New Society Publishers. ISBN 978-0-86571-775-6.
- Macy, Joanna (2020). A Wild Love for the World : Joanna Macy and the Work of Our Time. Shambhala Publications. ISBN 978-1-61180-795-0.